# Centrale nucléaire de Beaver Valley
La centrale nucléaire de Beaver Valley (« vallée des castors ») est une centrale nucléaire située près de Shippingport en Pennsylvanie, à environ 54 km au nord-ouest de Pittsburgh.

## Description
Le site de Beaver Valley se trouve à proximité du premier réacteur électro-nucléaire américain : le réacteur nucléaire de Shippingport, qui a été mis en service en 1958 puis arrêté en 1982 après 25 ans de production.
La centrale de Beaver Valley possède deux réacteurs à eau pressurisée (REP) de conception Westinghouse :
- Beaver Valley 1 : 810 MWe, mise en service en 1976,
- Beaver Valley 2 : 931 MWe, mise en service en 1987.

Elle a servi de "centrale de référence" pour la construction de la centrale nucléaire de Fessenheim qui en est la copie et dont le 1er réacteur a été mis en service en 1977.
La centrale de Beaver Valley appartient à "First Energy Nuclear Operating Corporation". Cette compagnie est une holding regroupant :
- Ohio Edison,
- Cleveland Electric Illuminating Company,
- Toledo Edison,
- Metropolitan Edison,
- Jersey Central Power and Light,
- Pennsylvania Power Company.

FirstEnergy est l'exploitant des centrales de Beaver Valley, de Davis-Besse et de Perry.
La centrale de Beaver Valley a obtenu, en 2009 de la NRC, le renouvellement de sa licence d'exploitation pour une durée totale de 60 ans soit 20 ans de plus que la licence initiale.